# Noordse combinatie op de Olympische Winterspelen 1956
Noordse combinatie is een van de sporten die beoefend werden tijdens de Olympische Winterspelen 1956 in Cortina d'Ampezzo, Italië. 

## Heren
| rang   | sporter(s)                | land | totaal (ptn) |
| ------ | ------------------------- | ---- | ------------ |
| Goud   | Sverre Stenersen          | NOR  | 455.000      |
| Zilver | Bengt Eriksson            | SWE  | 437.400      |
| Brons  | Franciszek Gąsienica Groń | POL  | 436.800      |
| 4      | Paavo Korhonen            | FIN  | 435.597      |
| 5      | Arne Barhaugen            | NOR  | 435.581      |
| 6      | Tormod Knutsen            | NOR  | 435.000      |
| 7      | Nikolai Goessakov         | URS  | 432.300      |
| 8      | Alfredo Prucker           | ITA  | 431.100      |